# Positron
Een positron (ook: positon) is het antideeltje van het elektron. Het heeft dezelfde massa, maar een tegengestelde lading. Het wordt wel weergegeven als e+. Het is het enige antideeltje dat een eigen naam heeft.

## Antimaterie
Het positron was het eerste theoretisch voorspelde antideeltje. Tijdens het opstellen van een kwantummechanisch en relativistisch consistente theorie over het gedrag van elektronen stuitte Paul Dirac in zijn formalisme (de Dirac-vergelijking) op een deeltje met dezelfde massa en spin als een elektron, maar met een tegengestelde lading. Hij zag dit deeltje aan voor het proton, aangezien er nog geen spoor gevonden was van een positron. Later bleek echter dat zijn theorie toch het positron beschrijft. Het positron werd in 1932 voor het eerst waargenomen door Carl Anderson.
Positronen komen vrij bij het radioactief verval van sommige isotopen, bijvoorbeeld van 21Na. In principe zijn het net als elektronen stabiele deeltjes, maar in de praktijk zal een positron spoedig op een elektron botsen, waarbij zij elkaar annihileren. Dit wil zeggen dat alle massa wordt omgezet in energie, volgens Einsteins beroemde formule E=mc². Deze energie manifesteert zich in de vorm van fotonen (ook lichtquanta genoemd). Men spreekt in dit verband van γ-straling (gammastraling). De reactievergelijking luidt:
e+ + e− → γ + γ
De twee gammaquanta zullen in tegenovergestelde richting van de plaats van annihilatie weg bewegen als de snelheid van het elektron tegengesteld is aan die van het positron. Als een positron met hoge snelheid op een elektron botst ontstaan twee gammaquanta met dezelfde totale impuls als het positron-elektronpaar, wat inhoudt dat ze onder een scherpe hoek afsplitsen van de annihilatieplek. Dit is wat te zien is bij kosmische straling. 
Bij positronemissietomografie (PET-scan) wordt met een ring van detectoren en nauwkeurige klokken vastgesteld of twee quanten ongeveer gelijktijdig aankomen. Dan worden ze beschouwd als afkomstig van dezelfde annihilatie. Het geringe tijdsverschil is een maat van de afstand tot het middelpunt van de detectoren en de positie van de detectoren die een foton signaleren is een maat voor de richting.

## Verklaring van de nevelkamerfoto

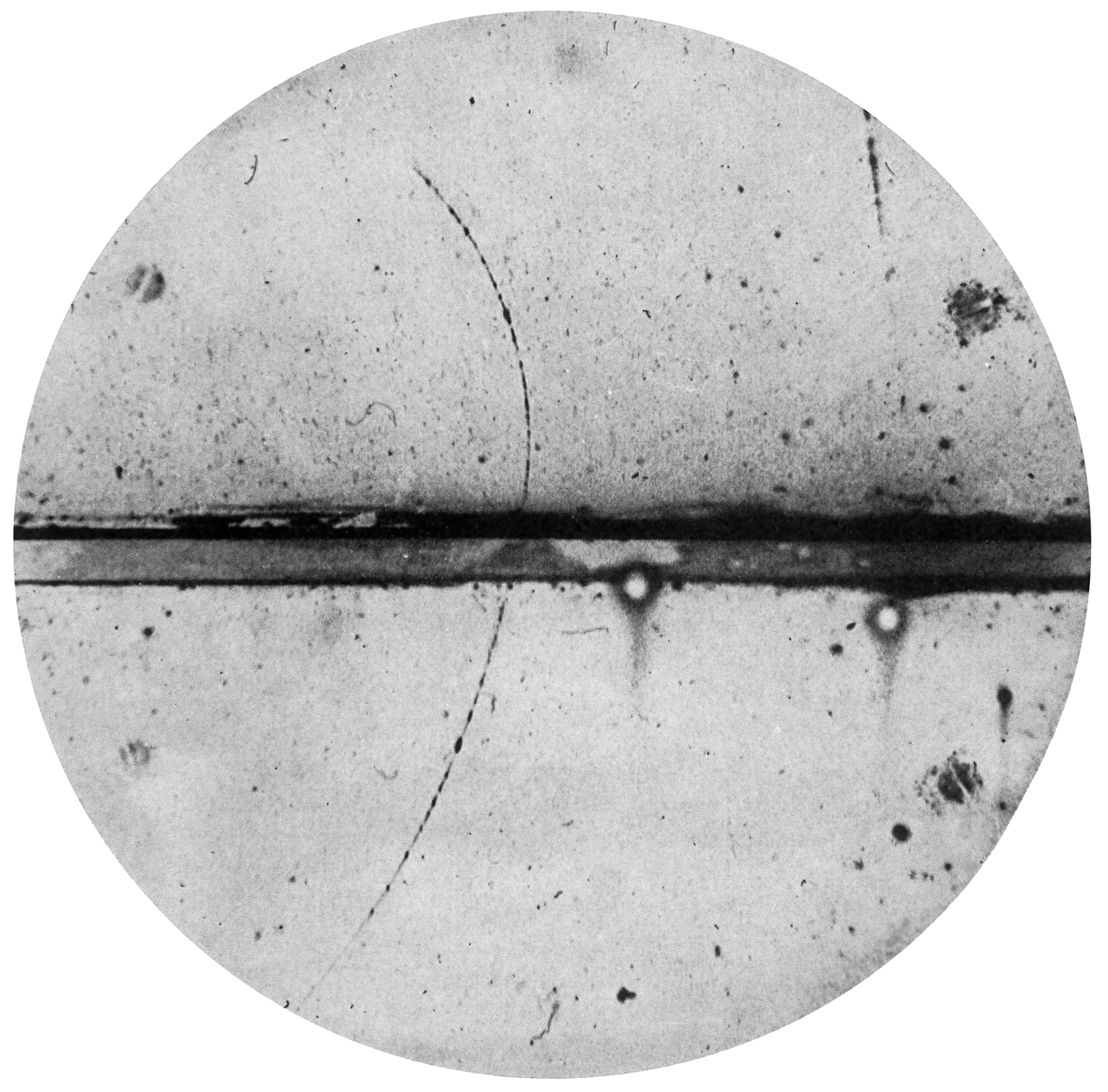
Eerste waarneming van een positron, door Carl Anderson in 1932 (het gebogen, dunne spoor middenboven)

Met de bijgaande foto van een nevelkamer ontdekte Anderson het positron in 1932. We zien op het fotonegatief twee naar links gebogen sporen van waterdruppeltjes, gecondenseerd op condensatiekernen van gasmoleculen die geïoniseerd zijn door een passerend geladen elementair deeltje. Anderson geeft zelf de interpretatie van de foto. De kromming van de sporen is veroorzaakt door een magneetveld van circa 1,5 tesla. De richting van de kromming van het spoor geeft een positieve lading aan als het deeltje van onder naar boven beweegt. Uit de mate van kromming is af te leiden dat de impuls van het deeltje onder de loodplaat in het midden van de afbeelding circa 60 MeV is en die van het deeltje boven de loodplaat circa 20 MeV. De lengte van de sporen wijst op deeltjes met een massa die veel minder is dan die van het proton. Een proton van die energie zou in het gas een weg van enkele millimeters afleggen. De dikte van het spoor wijst op een deeltje met een enkele elementaire lading. Het energieverlies van een deeltje met één elementaire lading van 60 MeV in de 6 mm loodplaat wordt door Anderson geschat op 38 MeV als het deeltje niet veel zwaarder is dan een elektron. Hiermee is de enige plausibele verklaring dat het hier een deeltje betreft dat van onder af door de loodplaat gaat en er aan de bovenkant met minder energie weer uit komt. Het heeft dan dus een positieve lading en een massa niet veel groter dan die van het elektron. Identificatie van dit deeltje met een positron ligt dan voor de hand.

## Positronium
Vóór de wederzijdse vernietiging kan er echter eerst een ander proces plaatsvinden: de twee deeltjes kunnen een binding aangaan die (afgezien van het enorme verschil in massa) wel vergeleken kan worden met wat er gebeurt tussen een proton en een elektron, wanneer die samen een waterstofatoom  vormen. Een positron en een elektron kunnen samen een positronium'atoom' vormen. Positronium kan op zijn beurt weer bindingen aangaan, maar dat gebeurt allemaal op bijzonder korte tijdschaal, want positronium is niet stabiel, doordat het elektron en het positron elkaar na enige tijd alsnog annihileren.

## Materiaalonderzoek
Materialen worden wel blootgesteld aan een positronenbron om hun structuur te onderzoeken met positronannihilatie.

## Positronen in of door kosmische straling

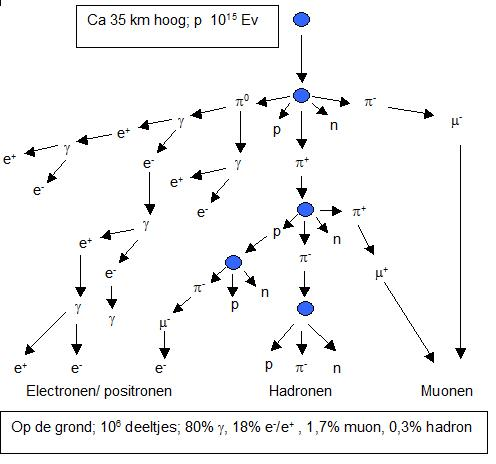
Voorbeeld van een Extended Air Shower

De aarde wordt blootgesteld aan kosmische straling. Als deze straling de bovenste laag van onze dampkring bereikt, ontstaat er een waterval van subatomaire deeltjes; de zogenoemde Extended Air Shower. De deeltjes waar de kosmische straling uit bestaat hebben een extreem hoge energie en impuls. De gevormde producten botsen al snel weer met materie in de atmosfeer en elke keer ontstaat een steeds groter aantal deeltjes met steeds lagere energie. Door dit voortdurende proces van vorming en annihilatie van deeltjes worden positronen zelfs gedetecteerd aan het aardoppervlak, hoewel ze normaliter slechts enkele centimeters in de lucht blijven bestaan voordat ze door een elektron worden geannihileerd.